# Gustave Boël
Pour les articles homonymes, voir Famille Boël et Boël.
 (février 2021).

Armoiries des Boël.

Gustave Boël, né le 18 mai 1837 à Houdeng-Gœgnies et mort le 31 mars 1912 à Saint-Josse-ten-Noode, est un industriel et homme politique belge.

## Biographie
Né de parents cultivateurs, Gustave Boël est devenu un puissant industriel belge de son époque qui fut propriétaire des forges et Laminoirs Ernest Boucquéau, à La Louvière. 
Il sera également très actif dans le secteur social.  Il était franc-maçon et membre de la loge Les vrais amis de l'union et du progrès réunis Bruxelles sous le Grand Orient de Belgique. 
Il était bourgmestre de La Louvière (1883), puis sénateur libéral (1883-1884 et 1892-1912). 
Son fils est Pol-Clovis Boël, et son petit-fils, René Boël (en), sera également lié au groupe Solvay, par son mariage avec Yvonne Solvay, petite-fille d’Ernest Solvay.

## Usines Gustave Boël
Le jeune Gustave Boël entre à l’école industrielle d’Houdeng-Goegnies, puis aux Forges, fonderies et laminoirs d’Ernest Boucquéau, fondés en 1853 par Ernest Boucquéau entre le canal Bruxelles-Charleroi et la ligne de chemin de fer La Louvière-Manage (Ligne 116). Il y devient chef d’atelier, puis directeur. 
En 1865, il sauve son patron de la faillite en réunissant des fonds en compagnie du comptable de l’usine. 
En guise de gratitude, Boucquéau, décédé en 1880 sans avoir de descendance, en fait son héritier. 
En qualité de patron, Gustave Boël modernise l’outil et transforme l'entreprise en aciérie en 1887. Peu avant sa mort, l’entreprise prévoit de se doter de hauts-fourneaux.  
À la veille de la Première Guerre mondiale, c'est une des principales industries sidérurgiques de Belgique ; deux hauts fourneaux y sont actifs, le premier fut mis à feu le 8 février 1914.  
Il créa un groupe industriel par la prise de participations dans d'autres entreprises comme l'aciérie 
Fabrique de fer de Charleroi (Fafer) à Charleroi et à Braine-le-Comte, des mines de charbon et l'industrie verrière des Glaces de Moustier-sur-Sambre qui deviendra Glaverbel. 
L’usine dans laquelle travailleront des milliers d’ouvriers et d’employés de la région, est désormais un pôle industriel majeur. Elle est démantelée par les Allemands pendant la guerre et ne sera remise en service qu'en 1924.  Ce n'est qu'en 1928 qu'elle prendra le nom S.A. Usines Gustave Boël, longtemps après la mort de son patron, capitaine d’industrie. 
La famille Boël s’investira dans l’entreprise au fil des générations suivantes jusqu’aux années 1990, où, après des années difficiles de récession, l'entreprise passe aux mains des Hollandais de Koninklijke Hoogovens (nl), en 1997, et des Italo-Suisses du groupe Duferco (de) deux ans plus tard (1999). 
Dès lors, les actifs familiaux furent réorientés dans la finance à travers la holding Sofina.  
Gustave Boël est aussi célébré pour avoir instauré (le 1er septembre 1888) le premier en Belgique, la participation du personnel ouvrier et employé aux bénéfices.

## Propriétaire terrien
- 1882, Gustave Boël, acquiert la ferme-château du Chenoy à Court-Saint-Étienne et 950 hectares de terres.

Il développera ses acquisitions dans les communes avoisinantes. Ses descendants développent ces acquisitions jusqu'à atteindre une surface de près de 3 000 hectares. En 1977 ce patrimoine passe du statut de propriété personnelle des membres de la famille à celui de société anonyme sous le nom Domanoy s.a.